# Tricetin 3',4',5'-O-trimetiltransferaza
Tricetin 3',4',5'-O-trimetiltransferaza (EC 2.1.1.169, FOMT, TaOMT1, TaCOMT1, TaOMT2) je enzim sa sistematskim imenom S-adenozil--metionin:tricetin 3',4',5'-O-trimetiltransferaza. Ovaj enzim katalizuje sledeću hemijsku reakciju
3 -adenozil--metionin + tricetin {\displaystyle \rightleftharpoons } 3 S-adenozil--homocistein + 3',4',5'-O-trimetiltricetin (sveukupna reakcija)
(1a) -adenozil--metionin + tricetin {\displaystyle \rightleftharpoons } -adenozil--homocistein + 3'-O-metiltricetin
(1b) -adenozil--metionin + 3'-O-metiltricetin {\displaystyle \rightleftharpoons } -adenozil--homocistein + 3',5'-O-dimetiltricetin
(1c) -adenozil--metionin + 3',5'-O-dimetiltricetin {\displaystyle \rightleftharpoons } -adenozil--homocistein + 3',4',5'-O-trimetiltricetin
Enzim iz Triticum aestivum katalizuje sekvencionu O-metilaciju tricetina putem 3'-O-metiltricetina, 3',5'-O-metiltricetina do 3',4',5'-O-trimetiltricetina.

## Literatura
- Nicholas C. Price; Lewis Stevens (1999). Fundamentals of Enzymology: The Cell and Molecular Biology of Catalytic Proteins (Third изд.). USA: Oxford University Press. ISBN 019850229X.
- Eric J. Toone (2006). Advances in Enzymology and Related Areas of Molecular Biology, Protein Evolution (Volume 75 изд.). Wiley-Interscience. ISBN 0471205036.
- Branden C; Tooze J. Introduction to Protein Structure. New York, NY: Garland Publishing. ISBN 0-8153-2305-0.
- Irwin H. Segel. Enzyme Kinetics: Behavior and Analysis of Rapid Equilibrium and Steady-State Enzyme Systems (Book 44 изд.). Wiley Classics Library. ISBN 0471303097.
- William P. Jencks (1987). Catalysis in Chemistry and Enzymology. Dover Publications. ISBN 0486654605.

## Spoljašnje veze
- Tricetin+3',4',5'-O-trimethyltransferase на 